# 内田良子
内田 良子（うちだ りょうこ、1942年 - ）は、日本の心理カウンセラー。立教大学非常勤講師。主に児童・生徒の不登校問題を対象とする。

## 略歴
1942年、朝鮮慶尚南道生まれ。長野県諏訪郡富士見町育ち。長野県諏訪清陵高等学校を経て東京女子大学を卒業後、1973年より、東京都内の複数の保健所、及び佼成病院小児科で心理相談員を務める。NHKラジオ第1放送電話相談「子どもの心相談」を長年担当。1998年、子ども相談室「モモの部屋」を設立。

## 著書
- 『こどもをめぐる最近の状況-いじめ・不登校・ひきこもりを中心に-』（練馬区総務部人権・男女共同参画課、2004年）
- 『カウンセラー良子さんの子育てはなぞとき』（ジャパンマシニスト、2004年）
- 『カウンセラー良子さんの幼い子のくらしとこころQ&A』（ジャパンマシニスト、2005年）
- 『登園しぶり　登校しぶり』（ジャパンマシニスト、2009年）
- 『「不登校」「ひきこもり」の子どもが一歩を踏みだすとき』（ジャパンマシニスト、2020年）

### 論文
- CiNii>内田良子